# Leptomenoides cairnensis
Leptomenoides cairnensis är en stekelart som beskrevs av Giordani Soika 1961. Leptomenoides cairnensis ingår i släktet Leptomenoides och familjen Eumenidae. Inga underarter finns listade i Catalogue of Life.